# Стрельченко, Александра Ильинична
Алекса́ндра Ильи́нична Стре́льченко (2 февраля (по другим данным — 13 декабря) 1937, Чаплино — 2 августа 2019, Москва) — советская и российская певица, вокалистка и художественный руководитель мастерской народного творчества государственного бюджетного учреждения культуры города Москвы «Москонцерт». Народная артистка РСФСР (1984).

## Биография
Родилась на станции Чаплино Днепропетровской области УССР. Родители: Отец — Стрельченко Илья Евгеньевич (1911—1941), мать — Стрельченко Полина Павловна (1916—1945). В восемь лет Стрельченко осталась круглой сиротой: отец погиб на фронте в первый год Великой Отечественной войны, мать умерла в конце войны. Детей в семье было трое. Старшую сестру Валентину забрала к себе тётка, Александру и младшего брата Анатолия отдали в детский дом. Окончив школу, Стрельченко работала в детском саду воспитателем. Училась на заочном отделении Ленинградского педагогического института им. Герцена. Побывав на концерте Воронежского народного хора во время его гастролей в 1958 году, Стрельченко решила оставить учёбу в педвузе и посвятить себя музыкальной карьере.

## Карьера
С 1959 по 1962 год работала в Липецкой филармонии. С 1963 года — в Москве, пройдя годичную стажировку во Всероссийской творческой мастерской эстрадного искусства (училась у И. П. Яунзем).
Дебютировала в 1963 году на сцене Театра Эстрады в Москве в выпускной программе Всероссийской творческой мастерской эстрадного искусства «В жизни раз бывает 18 лет».
В 1971 году за лучшую радиозапись народной песни «Бела зоренька» на Международном конкурсе в Братиславе (ЧССР) была удостоена 2-й премии и серебряной медали «Серебряный колос».
С 1975 по 1980 год училась в Музыкально-педагогическом институте имени Гнесиных (педагог — Е. К. Гедеванова, Л. Л. Базилевич).
С 1964 года — солистка Москонцерта и художественный руководитель Мастерской народного творчества в Концертном объединении «Эстрада».
С 2002 года — профессор Московского государственного университета культуры и искусств, возглавляла кафедру сольного народного пения.
Голос Стрельченко звучал в фильмах «Война и мир», «Калина красная» и «Пришёл солдат с фронта».
Самые известные песни в исполнении Стрельченко — «Подари мне платок», «Когда б имел златые горы», «По муромской дорожке».
В 2000-е годы Стрельченко концертировала с Национальным академическим оркестром народных инструментов России имени Н. П. Осипова, а также с муниципальными оркестрами таких городов, как Челябинск, Ульяновск, Волгоград, Петрозаводск, Липецк, Тула и др. Участвовала в благотворительных мероприятиях.
27 февраля 2008 года состоялся бенефис Александры Стрельченко в Москве в Концертном зале имени Чайковского.
Как председатель и член жюри в номинации «Сольное народное пение» А. Стрельченко побывала в Смоленске, Брянске, Вологде, где проходили Дельфийские молодёжные игры. Принимала участие в концертах и фестивалях: 100-летие со дня рождения Лидии Руслановой в Саратове (2000 г.), «Голоса России» — Смоленск (2003 г.). Прошли сольные концерты А. Стрельченко с программами русского романса в Доме-музее Ф. И. Шаляпина, Галерее А. М. Шилова, Доме учёных, Доме архитектора и др.

### Болезнь и смерть
В середине 1990-х Стрельченко со вторым мужем попала в аварию, ставшую причиной проблем с позвоночником и тазобедренным суставом. Осенью 2017 года появилась информация, что артистка страдает от болезни Паркинсона. 7 марта 2019 года крёстный сын певицы, 39-летний Николай Бурьяновский, нашёл её без сознания в квартире и вызвал «скорую помощь». Причины потери сознания не назывались, Стрельченко не была госпитализирована.
Скончалась 2 августа 2019 года. Похоронена 5 августа на Троекуровском кладбище.

### Личная жизнь
Первый муж — генерал-майор КГБ Владимир Чекалов, погиб при исполнении служебных обязанностей.
Второй муж — барабанщик Владимир Морозов.

## Отзывы и критика
Певец Иван Козловский так отозвался о творчестве народной артистки:

Прежде всего, у Стрельченко есть поразительное качество: полное отсутствие подражательства и подделки под народное. То, о чём она поёт, звучание, форма, думаю, было и сотни лет тому назад, и будет у грядущих поколений, доколе народ и радости, и горе будет выражать в песне.— Журнал «Сельская новь» за 1986 год.

## Награды, почётные звания
- Заслуженная артистка РСФСР (1972)
- Народная артистка РСФСР (1984)
- Золотая медаль и первая премия на Международном конкурсе в Софии во время IX Всемирного Фестиваля молодёжи и студентов (1968)[5]
- Орден Почёта (2010)[9]
- Международная премия имени М. А. Шолохова в области литературы и искусства (2007)[источник не указан 685 дней]

## Дискография[10][11][12]
- Русские Народные Песни (1970)
- Поёт Александра Стрельченко[нет в источнике] (1972)[13]
- Поёт Александра Стрельченко[нет в источнике] (1973)[13]
- Русские народные песни и песни советских композиторов[нет в источнике] (1973)[13]
- Русские народные песни (1976)[источник не указан 2108 дней]
- Поёт Александра Стрельченко (1980)[источник не указан 2108 дней]
- Родные напевы (1984)[13]
- На окошке два цветочка[14] (1998)[источник не указан 2108 дней]
- Осень в окошко стучится[14] (2005)[источник не указан 2108 дней]
- Кружевница[14] (2007)[источник не указан 2108 дней]